# HNLMS Karel Doorman (R81)
«Карел Доорман» (нід. HNLMS Karel Doorman (R81)) — колишній британський легкий авіаносець HMS Venerable (R63) типу «Колоссус», проданий у 1948 році Нідерландам. 

## Модернізації
У 1948 році Нідерланди купили у Великої Британії авіаносець HMS Venerable (R63) для заміни свого однойменного ескортного авіаносця «Карел Доорман» типу «Наірана». Названий на честь голландського контр-адмірала Карела Доормана, який загинув у 1942 році під час битви в Яванському морі.
У 1955—1958 роках авіаносець пройшов модернізацію, в ході якої був оснащений кутовою польотною палубою з посиленим покриттям довжиною 165,8 м, розміщеною під кутом 8° до поздовжньої осі корабля; паровою катапультою BS-4, розміщеною з лівого борту; дзеркальною системою посадки та новими аерофінішерами. Також була перебудована острівна надбудова, перепланована частина внутрішніх приміщень.
Зенітні автомати «пом-пом» були замінені на «Бофорс». Всі британські радари були замінені на голландські.
Після цієї модернізації авіаносець міг нести реактивні літаки.
У 1965—1966 роках на авіаносець встановили парові котли, зняті з недобудованого авіаносця «Leviathan» типу «Маджестік».
26 квітня 1968 року на кораблі сталась пожежа в котельному відділенні, після чого на ньому встановили парові турбіни, демонтовані з «Leviathan».

## Історія служби
Авіаносець був включений до складу ВМС Нідерландів 28 травня 1948 року. Він здійснив декілька походів у Північну Америку.
У 1960 році, під час голландської деколонізації та планованого надання незалежності західній частині Нової Гвінеї «Карел Доорман» разом із кораблями супроводу здійснив похід до берегів Нової Гвінеї та Індонезії для «демонстрації прапору».
З 1964 року, після втрати Голландією заморських територій, корабель в основному залучався для протичовнового патрулювання в Північній Атлантиці, а також брав участь у різноманітних навчаннях НАТО.
Після пожежі 26 квітня 1968 року корабель був виведений зі служби..
15 жовтня 1968 року авіаносець був проданий Аргентині.